# 8 스프루스 스트리트
8 스프루스 스트리트(영어: 8 Spruce Street)는 뉴욕 맨해튼에 있는 마천루이다. 비크먼 타워(Beekman Tower)나 뉴욕 바이 게리(New York by Gehry)라는 이름으로도 불린다.

## 같이 보기
- 뉴욕의 마천루 목록
- 미국의 마천루 목록